# Fehéregyensúly
A fehéregyensúly (angolul White Balance vagy WB) a digitális fényképezőgépek, videokamerák egy beállítási lehetősége az éppen adott fényforrásokhoz beállítani a színhőmérsékletet a színhelyes felvétel érdekében.

## A javítandó hatás
A gép azért korrigálja a képeket ezzel az eszközzel, mert az egyes fényforrásoknak nem teljesen fehér a fénye, ezért valamennyire már befolyásolják a készülő kép színvilágát. Az izzólámpának sárgába, a fénycsöveknek zöldbe hajlik a fénye, az árnyékban a fény kékes jellegű. A napfény pedig reggel vöröses, este narancsos, délben kékes, a nap többi részében pedig fehér.

## Automatikus és kézi korrekció
- Ha a fehéregyensúlyt automatára állítjuk, a gép automatikusan javítja ki a fény színe okozta hibákat. Az automatikus javítás lényege, hogyha a gép észreveszi, hogy a képen nincs igazán fehér felület, viszont a képet egy színárnyalat uralja, digitálisan megszünteti ezt a jelenséget. Így azonban ha például egy egyenletesen sárga falat fényképezünk, a gép azt hiheti, hogy izzólámpa okozta a sárga szín dominanciáját, így a kép fehér lesz. Ilyen esetekben a kézi beállítást kell alkalmazni, ennek az értéke általában lehet izzólámpa, felhős, napfény vagy fénycső. A beállítás általában csak programban használható, és ott a képkészítési menüben érhető el. Belső helyiségben a fényforrástól függően fénycsőre vagy izzólámpára (egyes gépeken lámpafény), szabadban, felhős időben, délben vagy árnyékban felhősre (egyes gépeken árnyék szabadban, másokon a kettő külön), fehér fény mellett napfényre javasolt állítani. Az értékek általában a következő színhőmérséklettel járnak együtt:
- Izzólámpa: 3000 K
- Fénycső: 4200 K
- Napfény: 5200 K
- Vaku használata melletti képek: 5400 K
- Felhős: 6000 K
- Árnyék (ha van külön): 8000 K

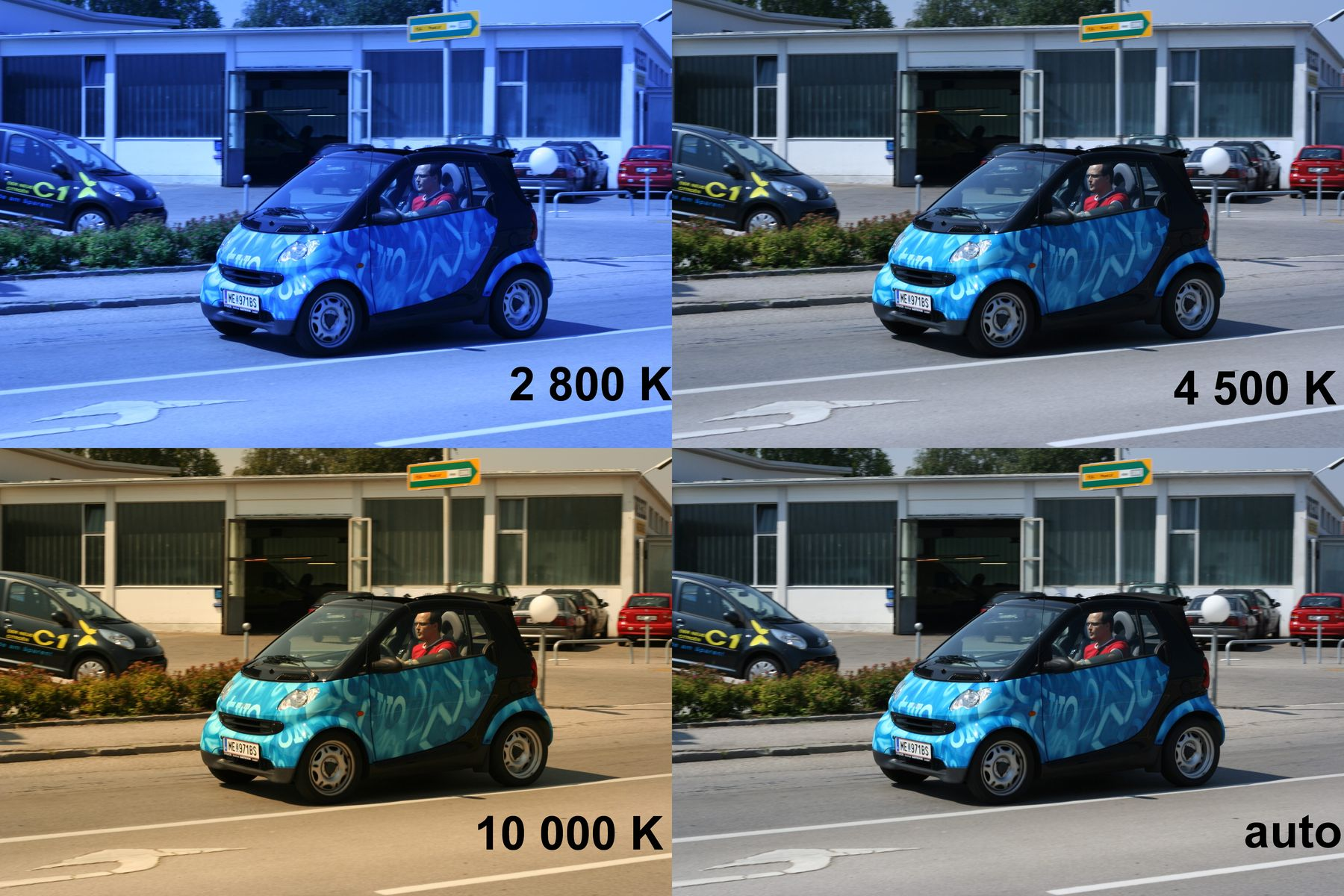
Kép izzólámpa, napfény, felhős és automata fehéregyensúllyal
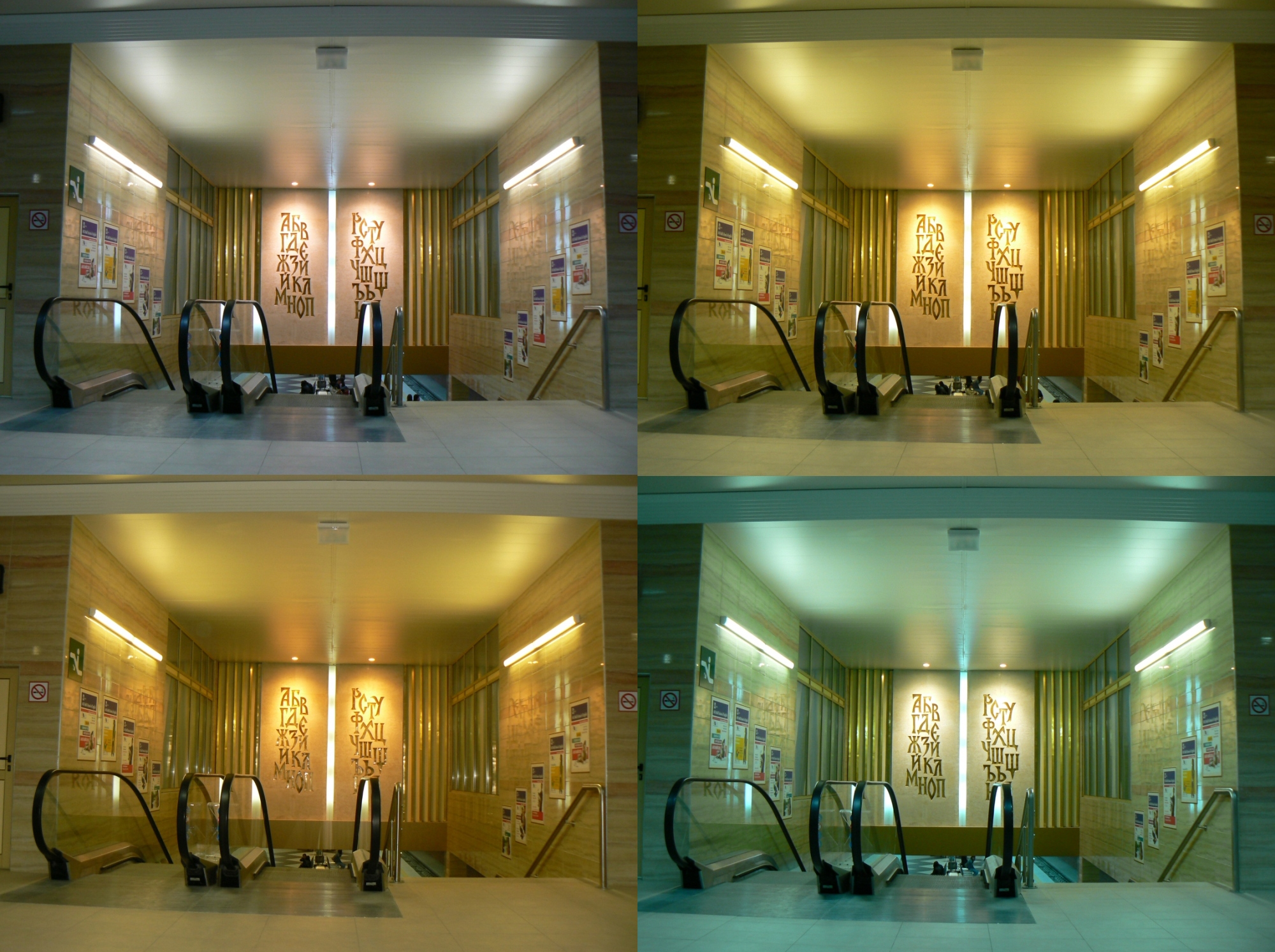
Kép különböző fehéregyensúly értékekkel
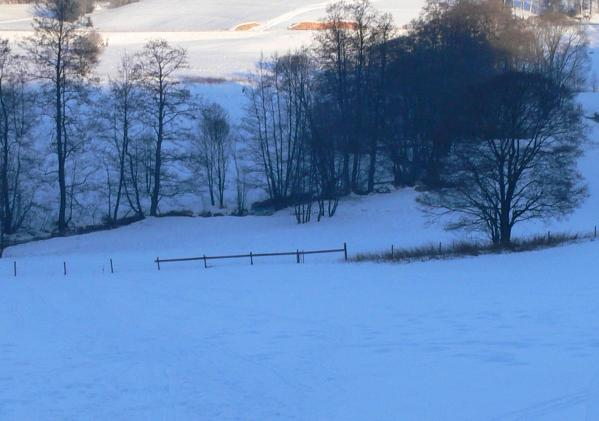
Kép kézi fehéregyensúllyal
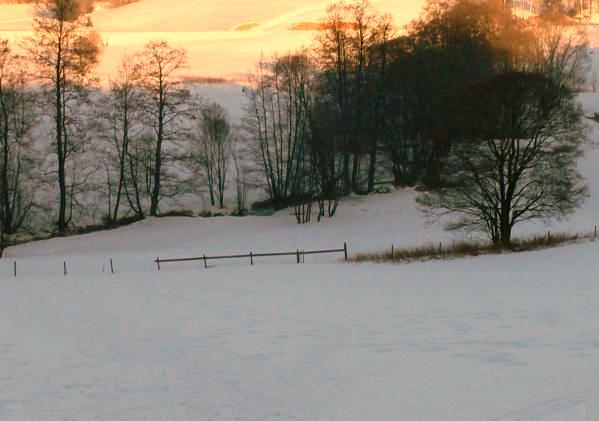
Kép automata fehéregyensúllyal